# Miguel Bianchini
Miguel Constantino Rosso Bianchini (Santiago, 8 de maio de 1961) é um político brasileiro filiado ao Partido Liberal (PL). 

## Biografia
Tem em seu currículo carreira como bombeiro, sendo formado em Gestão Pública. Atualmente está fazendo pós-graduação em Políticas Públicas e Desenvolvimento Regional na IF Farroupilha.
Nas eleições de 2014, em 5 de outubro, foi eleito deputado estadual à Assembleia Legislativa do Rio Grande do Sul na 54ª legislatura (2015 — 2019). Assumiu o cargo em 1 de fevereiro de 2015, acabando em 2019.